# Eikeland
Eikeland is een plaats in de Noorse gemeente Gjerstad, provincie Agder. Eikeland telt 412 inwoners (2007) en heeft een oppervlakte van 0,63 km². Eikeland is gebouwd rondom de oude ijzerfabriek Egeland.